# الميزاب (بعدان)

تعديل مصدري - تعديل

الميزاب محلة تابعة لقرية خواله والصيرات، التابعة لعزلة بني عواض بمديرية بعدان إحدى مديريات محافظة إب في الجمهورية اليمنية، بلغ تعداد سكانها 72 حسب تعداد اليمن لعام 2004.